# 胡安·何塞·罗德里格斯
胡安·何塞·罗德里格斯（西班牙語：Juan José Rodríguez，1967年6月23日—），哥斯达黎加男子足球运动员，司职后卫。他曾代表哥斯达黎加国家队参加2002年国际足联世界杯，结果队伍止步小组赛阶段。